# 交響曲第3番 (ウィリアム・シューマン)
交響曲第3番は、ウィリアム・シューマンが1941年に作曲した交響曲。

## 概要
初演は1941年にクーセヴィツキーにより行われ、同年ニューヨーク批評家連盟賞を受賞した。内容自体は師であるロイ・ハリスとバロック音楽に影響されているが、後者については作風そのものの回帰ではなくアイディアのみに留まっている。また、コープランドは内容が難解なために一般聴衆からは受け入れられないことを指摘している。

## 楽器編成
フルート2、ピッコロ、クラリネット3、バスクラリネット、ファゴット2、ホルン4、トランペット4、トロンボーン4、チューバ、ティンパニ、小太鼓、大太鼓、トライアングル、シンバル、シロフォン、ピアノ、弦五部

## 楽曲構成
第1部 Passacaglia and Fugue
ヴィオラによる短いパッサカリア主題が提示された後、7小節毎に他の楽器が反復しながらカノンを形成し、5つの変奏を経てホルンと弦により提示されるフーガに移行する。なおここでもパッサカリア同様カノンを形成するが、その後は複雑な対位法を伴うフガートが現れる。
第2部 Chorale and Toccata
作曲曰く「魂を表現したもの」と語っており、まず緩徐楽章に相当するコラール主題が木管に現れた後、小太鼓と木管がトッカータ主題を提示しながらフーガを形成し、堂々と幕を下ろす。